# Bugaj (przystanek kolejowy)
Bugaj – dawny wąskotorowy przystanek osobowy w Zagajowie, w gminie Czarnocin, w powiecie kazimierskim, w województwie świętokrzyskim, w Polsce.